# Деф-Смит
Деф-Смит (англ. Deaf Smith County) — округ в США. Расположен штате Техас, на северо-западе Техасского выступа, в приграничной зоне со штатом Нью-Мексико. По состоянию на 2000 год численность населения составляла 18 561 человек. Окружным центром является город Херфорд.

## География
По данным Бюро переписи США, общая площадь округа составляет 3880 км², из которых 3878 км² суша и 2 км² или 0,06 % это водоёмы.

### Соседние округа
- Карри (юго-запад)
- Кастро (юго-восток)
- Куэй (запад)
- Олдем (север)
- Рандолл (восток)
- Пармер (юг)

## История
В 1876 году законодательное собрание штата учредило и присвоило округу имя, однако вплоть до 1890 года он так и не был организован. Окружным центром был выбран город Ла-Плата. Округ был назван в честь Эрастуса «Глухого» Смита (англ. Erastus "Deaf" Smith, 1787—1837) — частично глухого разведчика техасских сил периода Техасской революции. Он был первым, кто пробрался в Аламо после его падения.
Некоторое время в округе планировалось организовать хранилище радиоактивных отходов, но в дальнейшем отказались от этой идеи в пользу Юкка-Маунтин в штате Невада. Основатель «Arrowhead Mills» Джесси Фрэнк Форд возглавил акции протеста населения Деф-Смит, построив свои аргументы на том, что присутствие хранилища отходов может стать причиной загрязнения водоносного слоя Огаллала — основного источника питьевой воды для Западного Техаса.

## Демография
По данным переписи населения 2000 года в округе проживало 18 561 жителей, в составе 6180 хозяйств и 4832 семей. Плотность населения была 5 человек на 1 квадратный километр. Насчитывалось 6914 жилых домов, при плотности покрытия 2 постройки на 1 квадратный километр. По расовому составу население состояло из 72,28 % белых, 1,51 % чёрных или афроамериканцев, 0,8 % коренных американцев, 0,25 % азиатов, 0,13 % коренных гавайцев и других жителей Океании, 22,92 % прочих рас, и 2,11 % представители двух или более рас. 57,4 % населения являлись испаноязычными или латиноамериканцами.
Из 6180 хозяйств 41 % воспитывают детей возрастом до 18 лет, 61 % супружеских пар живущих вместе, в 12,6 % семей женщины проживали без мужей, 21,8 % не имели семей. На момент переписи 19,7 % от общего количества жили самостоятельно, 10 % лица старше 65 лет, живущие в одиночку. В среднем на каждое хозяйство приходилось 2,96 человека, среднестатистический размер семьи составлял 3,41 человека.
Показатели по возрастным категориям в округе были следующие: 33,3 % жители до 18 лет, 9,6 % от 18 до 24 лет, 25,5 % от 25 до 44 лет, 19,4 % от 45 до 64 лет, и 12,1 % старше 65 лет. Средний возраст составлял 31 год. На каждых 100 женщин приходилось 95,5 мужчин. На каждых 100 женщин в возрасте 18 лет и старше приходилось 91,9 мужчины.
Средний доход на хозяйство в округе составлял 29 601 $, на семью — 32 391 $. Среднестатистический заработок мужчины был 26 090 $ против 19 113 $ для женщины. Доход на душу населения был 13 119 $. Около 19,3 % семей и 20,6 % общего населения находились ниже черты бедности. Среди них было 26,3 % тех кому ещё не исполнилось 18 лет, и 15,7 % тех кому было уже больше 65 лет.

## Населённые пункты
- Гленрио[3]
- Дон
- Херфорд

## Политическая ориентация
На президентских выборах 2008 года Джон Маккейн получил 73,06 % голосов избирателей против 26,29 % у демократа Барака Обамы.
В Техасской палате представителей округ Деф-Смит числится в составе 86-го района. С 1985 года интересы округа представляет атторней из Амарилло республиканец Джон Смити.

## Образование
Образовательную систему округа составляют следующие учреждения:
- школьный округ Херфорд[6]